# Мрамор, камен и жељезо
Мрамор, камен и жељезо је дупли концертни албум групе Бијело дугме у издању дискографске куће „Дискотон”. Албум је сниман на концертној турнеји 1986. године, а продуциран је у тонском студију Зорана Реџића у Сарајеву. На плочи се нашло шеснаест пјесама, што је уједно била и кратка биографија групе; од првих синглова до задњег студијског албума.
Албум је продат у тиражу од око 100.000 примјерака.

## Позадина
Албум је снимљен током 1987. године, на турнеји на којој је бенд промовисао свој Пљуни и запјевај моја Југославијо. Албум је понудио ретроспективу рада бенда, са песмама од њихових раних синглова до последњег албума. Насловна нумера је обрада хита југословенског бенда Роботи.
Албум је садржао сличну југословенску иконографију као претходна два издања. Нумера „А милиција тренира строгоћу” почиње мелодијом „Интернационале”, у уводу у „Сви марш на плес” певач Ален Исламовић узвикује "Братство! Јединство!", а на омоту албума је фотографија са 5. конгреса Комунистичке партије Југославије.
Мрамор, камен и жељезо је био последњи албум бенда на којем је гостовао клавијатуриста Владо Правдић. Након објављивања албума напустио је бенд, посветивши се компјутерском послу. Међутим, наставио је да повремено наступа са бендом, на већим концертима, и до краја активности бенда се и даље сматрао званичним чланом.

## Листа пјесама
1. „Мрамор камен и жељезо”
2. „А милиција тренира строгоћу”
3. „Сви марш на плес”
4. „На задњем сједишту мога аута”
5. „Топ”
6. „Све ће то мила моја прекрити рузмарин, сњегови и шаш”
7. „Ако можеш, заборави”
8. „Селма”
9. „Тако ти је мала моја кад љуби Босанац”
10. „Не спавај мала моја музика док свира”
11. „Мени се не спава”
12. „Одлазим”
13. „Липе цвату”
14. „Пристао сам бићу све што хоће”
15. „Лажеш”
16. „Сањао сам ноћас да те немам”

## Чланови групе
- Ален Исламовић — вокал
- Горан Бреговић — гитара
- Зоран Реџић — бас-гитара
- Горан Ивандић — бубњеви
- Лаза Ристовски — клавијатуре